# 水管路步道
25°07′49″N 121°32′09″E / 25.130288°N 121.53574°E

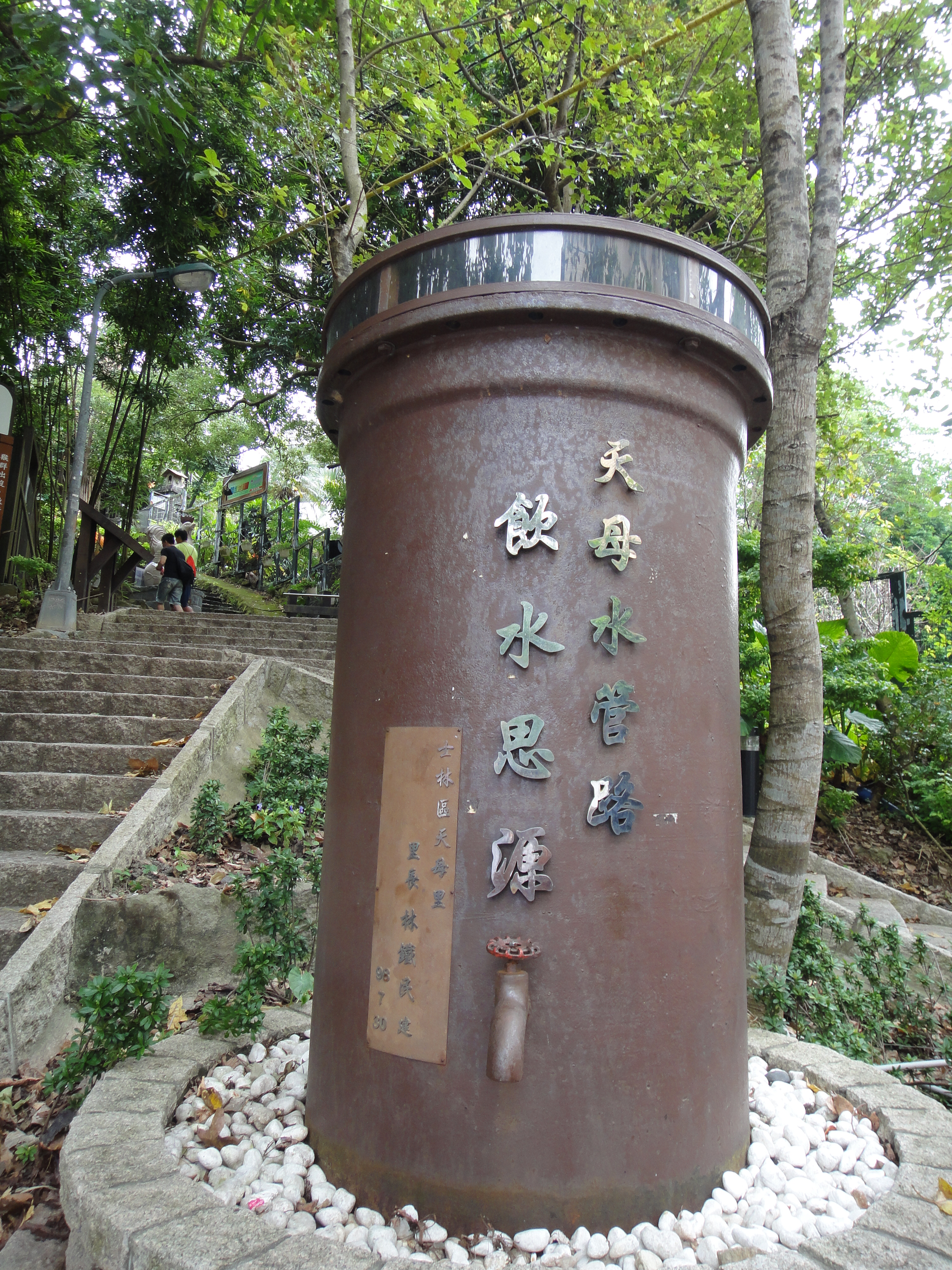
水管路步道入口

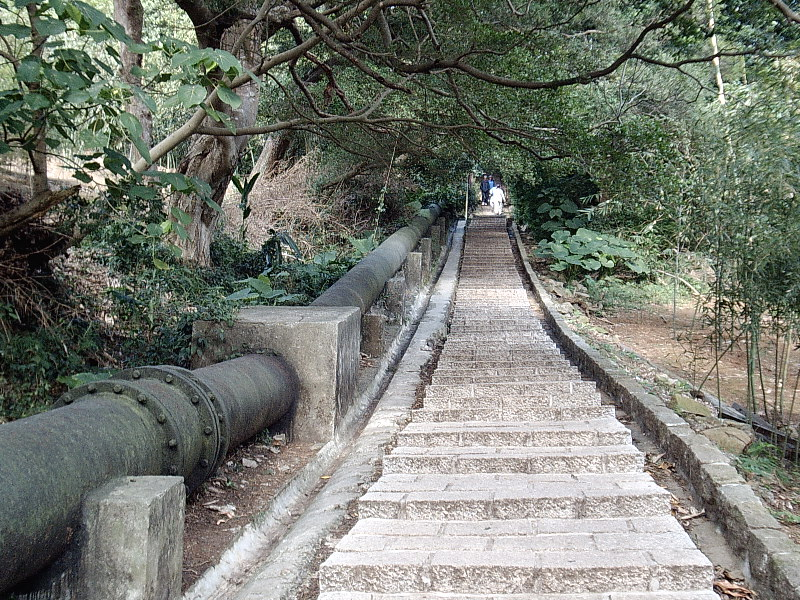
草山水道系統大水管與水管路步道

水管路步道是一條位於臺灣台北市天母通往陽明山之山徑。沿途經過草山水道系統的大口徑自來水水管，因而命名。行經中國文化大學下方之步道時，常見成群台灣獼猴，可遠觀紗帽山。目前被台北市政府納入天母古道親山步道的一部份。

## 歷史

### 日治時期

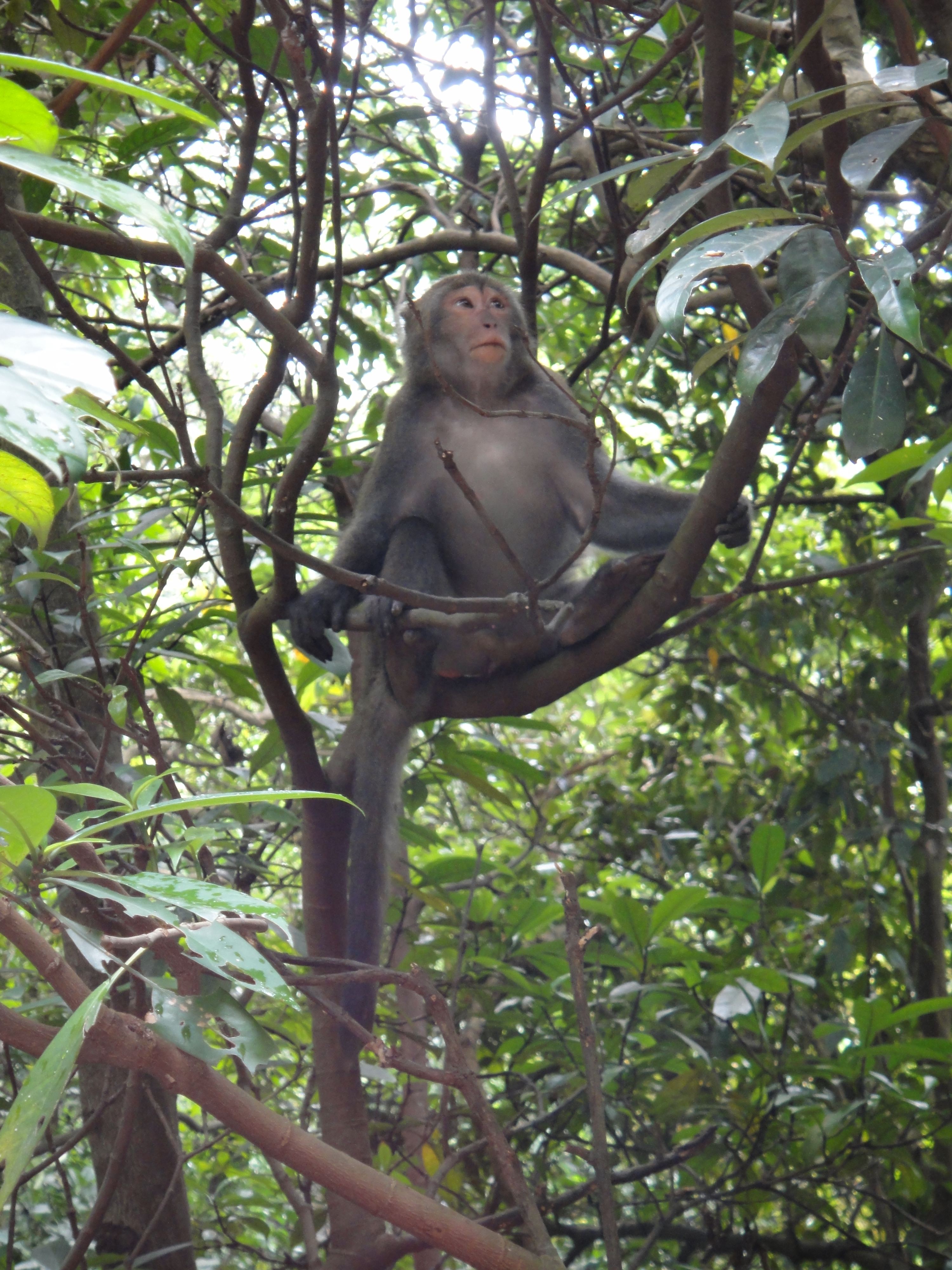
天母古道上可發現台灣獼猴的芳蹤

1895年日本在甲午戰爭後接收臺灣，有感於乙未戰爭時因瘧疾造成軍人大量傷亡，加上臺北市的城市發展，需要乾淨的飲用水源。日本政府遂於接收事務底定後開始在台北市水源地的探勘。
其中在竹仔湖大庄、紗帽山下一帶尋得乾淨且穩定沒有毒性可以給人類引用的水源，於是興辦引水工程，並架設直達山腳的水管供山腳下三角埔發電廠發電與供應自來水，為維護水管開闢維護步道，後演變成天母水管路步道。

## 外部連結
- 七星山系-天母古道親山步道  臺北旅遊網 （页面存档备份，存于）
- 天母水管路步道 - 社團法人中華民國自然步道協會 （页面存档备份，存于）
- 天母水管路粉絲的Facebook專頁
- YouTube上的我的水管路頻道